# Mazda Verisa
La Mazda Verisa è un'autovettura prodotta dalla casa automobilistica giapponese Mazda dal 2004 al 2015.

## Descrizione
Basata sulla piattaforma Mazda DY, è stata lanciata nel 2004 per essere venduta nel solo mercato giapponese. La Verisa è stata presentata in anteprima mondiale al Salone di Detroit del 2004 con il nome di Mazda MX Micro-Sport. Al lancio è disponibile una sola motorizzazione, un 1,5 litri a quattro cilindri aspirato da 113 CV.
La Verisa è disponibile nelle configurazioni a trazione anteriore (2WD) e a quattro ruote motrici (e4WD). 
La Verisa ha ricevuto due aggiornamenti nel 2006 e nel 2009.